# Vilmorins Blumengärtnerei. Dritte neubearbeite Auflage
Vilmorins Blumengärtnerei. Dritte neubearbeite Auflage (abreviado Vilm. Blumengärtn., ed. 3.) fue un libro con descripciones botánicas que fue editado por el botánico y meteorólogo alemán Andreas Voss en 50 partes en los años 1894-1896, con el nombre de Vilmorin's Blumengärtnerei Beschreibung, Kultur und Verwendung des Gesamten Pflanzenmaterials fur Deutsche Garten. Dritte, neubearbeite Auflage ... Berlin.
Andreas Voss se especializó en horticultura y fue el editor en alemán, conjuntamente con August E. Siebert (1854-1923), de la tercera edición de la Guía Vilmorin de floricultura, Vilmorin's Blumengärtnerei. 